# 尼科利斯科耶农村居民点 (新乌斯曼区)
尼科利斯科耶农村居民点（俄语：Никольское сельское поселение）是俄罗斯联邦沃罗涅日州新乌斯曼区所属的一个农村居民点。其下辖有3个居民点，行政中心为马斯洛夫斯基第一农场。据2016年统计，该农村居民点的人口为4221人。